# Francesco Piccolomini (Jesuíta)
Francesco Piccolomini (22 de outubro de 1582 – 17 de junho de 1651) foi um padre jesuíta italiano, oitavo superior geral no período de 1649 a 1651.